# Cannae (botânica)

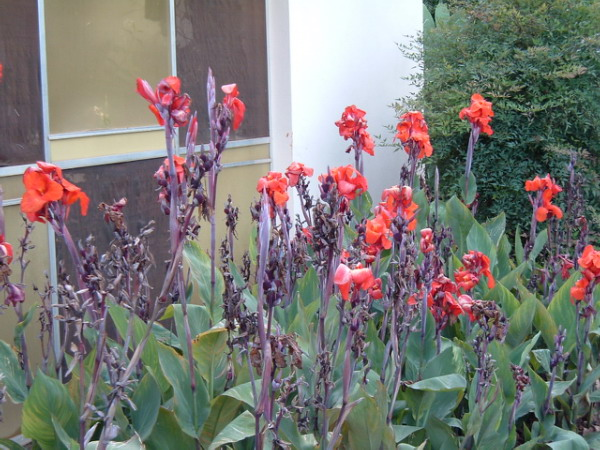
Canna

Cannae, na classificação taxonômica de Jussieu (1789), é uma ordem botânica da classe Monocotyledones com estames epigínicos (quando os estames se inserem acima do nível do ovário).
Apresenta os seguintes gêneros:
- Catimbium, Canna, Globba, Myrosma, Amomum, Costus, Alpinia, Maranta, Thalia, Curcuma, Kaempferia.